# Mimouna
Mimouna (in ebraico מימונה‎?, in arabo ميمونة‎?, in berbero: Mimuna, ⵎⵉⵎⵓⵏⴰ) è una tradizionale festività ebraica originaria del Marocco, oggi celebrata anche negli altri paesi di residenza della comunità ebraica marocchina. Si tiene il giorno seguente Pesach e celebra il ritorno al consumo di cibi chametz, vietati durante la settimana di Pesach.

## Tradizioni

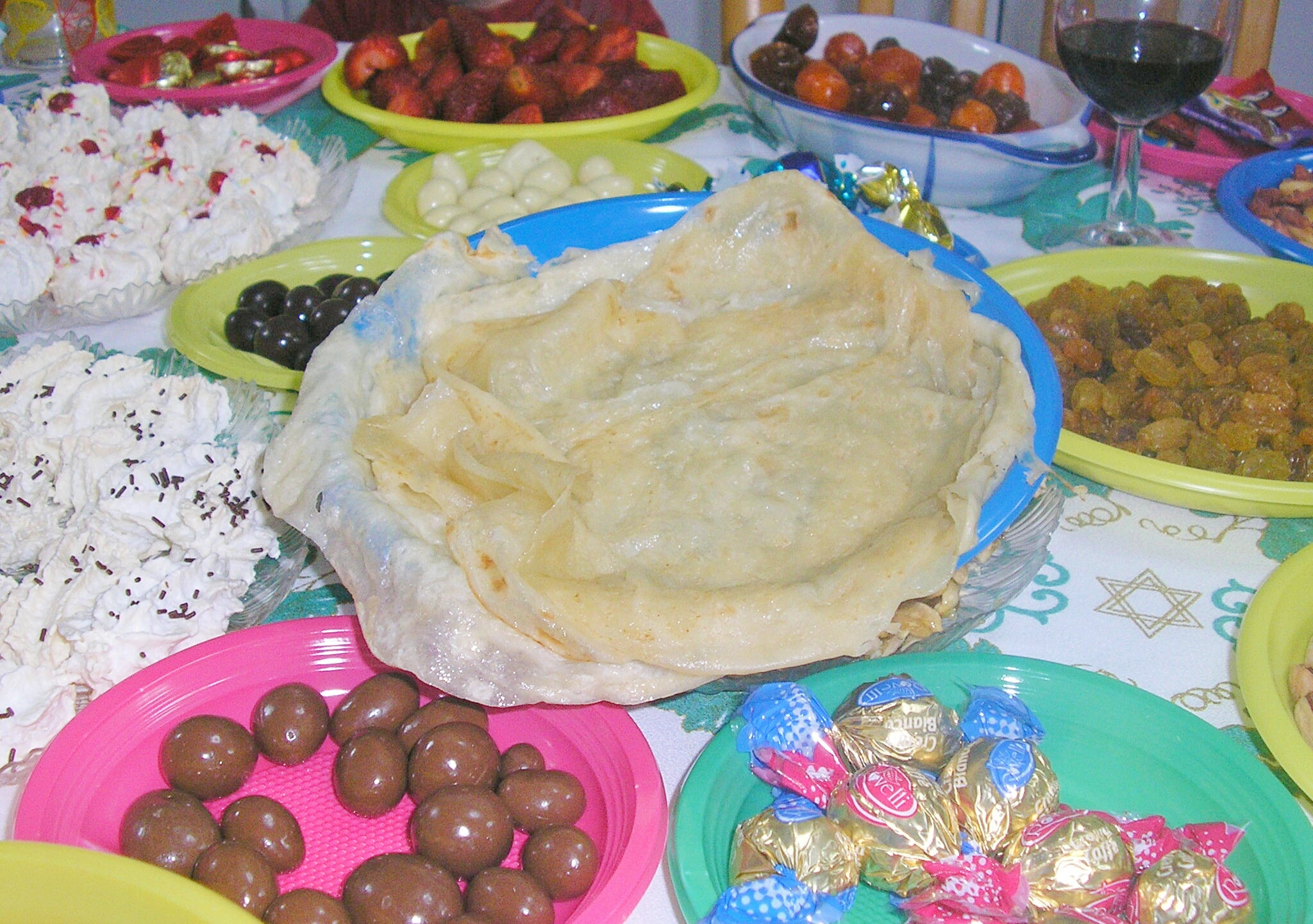
La mofletta, tipica frittella preparata per l'occasione.

In Marocco, nel pomeriggio dell'ultimo giorno di Pesach, le famiglie preparano farina, miele, latte e burro da utilizzare per preparare la cena per le celebrazioni post-pasquali.
Storicamente, ai piedi in un frutteto veniva recitata la Birkat Ha'Ilanot e, dopo la conclusione di Pesach, venivano recitati brani del Libro dei proverbi e del Mishnah.
La celebrazione inizia in seguito al tramonto dell'ultimo giorno di Pesach. In molte comunità, i vicini di casa delle famiglie ebraiche offrono cibi chametz alle famiglie ebree come inizio della celebrazione. Le porte delle case vengono aperte ai visitatori e per l'occasione la tavola viene generosamente imbrandita di dolci. Una delle preparazioni tipiche per l'occasione è mofletta.
La tavola viene inoltre adornata con vari simboli che rappresentano fortuna e fertilità, con un'enfasi per il numero cinque, in riferimento alla mano di Fatima, antico amuleto comune nel Maghreb e nel Medio Oriente sia alla tradizione ebraica che a quella musulmana.
Per l'occasione, molte famiglie sono solite andare al mare e camminare a piedi nudi nell'acqua, in ricordo della miracolosa traversata del Mare di Giunco, che si ritiene abbia avuto luogo l'ultimo giorno di Pesach.
In Israele, la ricorrenza di Mimouna è diventata un popolare evento annuale con feste all'aperto, picnic e barbecue.  Nel 2012 si è stimato che quasi due milioni di persone in Israele abbiano partecipato ai festeggiamenti di Mimouna.